# Guy Lalot
Guy Lalot, né en 1942, est un homme politique belge bruxellois, membre du Parti socialiste (PS).
Il fut conseiller de Philippe Moureaux ; il fut inculpé en juin 1993 pour des faits de fraude fiscale commis entre le 1er janvier 1980 et le 4 octobre 1989. Son immunité parlementaire fut levée.
Le conseiller communal Joseph Noeth le remplace provisoirement à la tête de la section PS de Schaerbeek, deux autres conseillers, Eddy Courtheoux et Roland De Linge, en deviennent vice-présidents.
Il fut condamné en 1996 à trois ans de prison dont deux avec sursis. Sa compagne, Suzanne Lechat, a écopé de huit mois assortis en sursis total. En 1998, recherché pour violation de domicile, il était en fuite dans les Caraïbes. Il fut extradé du Mexique en 2002 et déchu pour 5 ans de ses droits civiques et politiques.

## Fonctions politiques
- Conseiller communal à Schaerbeek (1974-1994)
- Membre du Parlement de la Région de Bruxelles-Capitale : 
  - du 12 juillet 1989 au 21 mai 1995